# Нюкварн (комуна)
Комуна Нюкварн (швед. Nykvarns kommun) — адміністративно-територіальна одиниця місцевого самоврядування, що розташована в лені Стокгольм у центральній Швеції. Створена з 1 січня 1999 року після виділення зі складу комуни Седертельє.
Нюкварн 259-а за величиною території комуна Швеції. Адміністративний центр комуни — місто Нюкварн.

## Населення
Населення становить 9 442 осіб (станом на січень 2013 року). 
| Кількість населення комуни Нюкварн за 1998-2010 роки | Кількість населення комуни Нюкварн за 1998-2010 роки | Кількість населення комуни Нюкварн за 1998-2010 роки | Кількість населення комуни Нюкварн за 1998-2010 роки | Кількість населення комуни Нюкварн за 1998-2010 роки |
| ---------------------------------------------------- | ---------------------------------------------------- | ---------------------------------------------------- | ---------------------------------------------------- | ---------------------------------------------------- |
| Рік                                                  |                                                      |                                                      | Населення                                            |                                                      |
| 1998                                                 | 1998                                                 |                                                      | 7 724                                                | 7 724                                                |
| 2000                                                 | 2000                                                 |                                                      | 8 052                                                | 8 052                                                |
| 2005                                                 | 2005                                                 |                                                      | 8 354                                                | 8 354                                                |
| 2010                                                 | 2010                                                 |                                                      | 9 331                                                | 9 331                                                |
| Джерело: SCB                                         |                                                      |                                                      |                                                      |                                                      |

## Населені пункти
Комуні підпорядковано 3 міські поселення (tätort):
- Нюкварн (Nykvarn)
- Нюґордс-гаґар (Nygårds hagar)
- Фінкарбю (Finkarby)

## Галерея

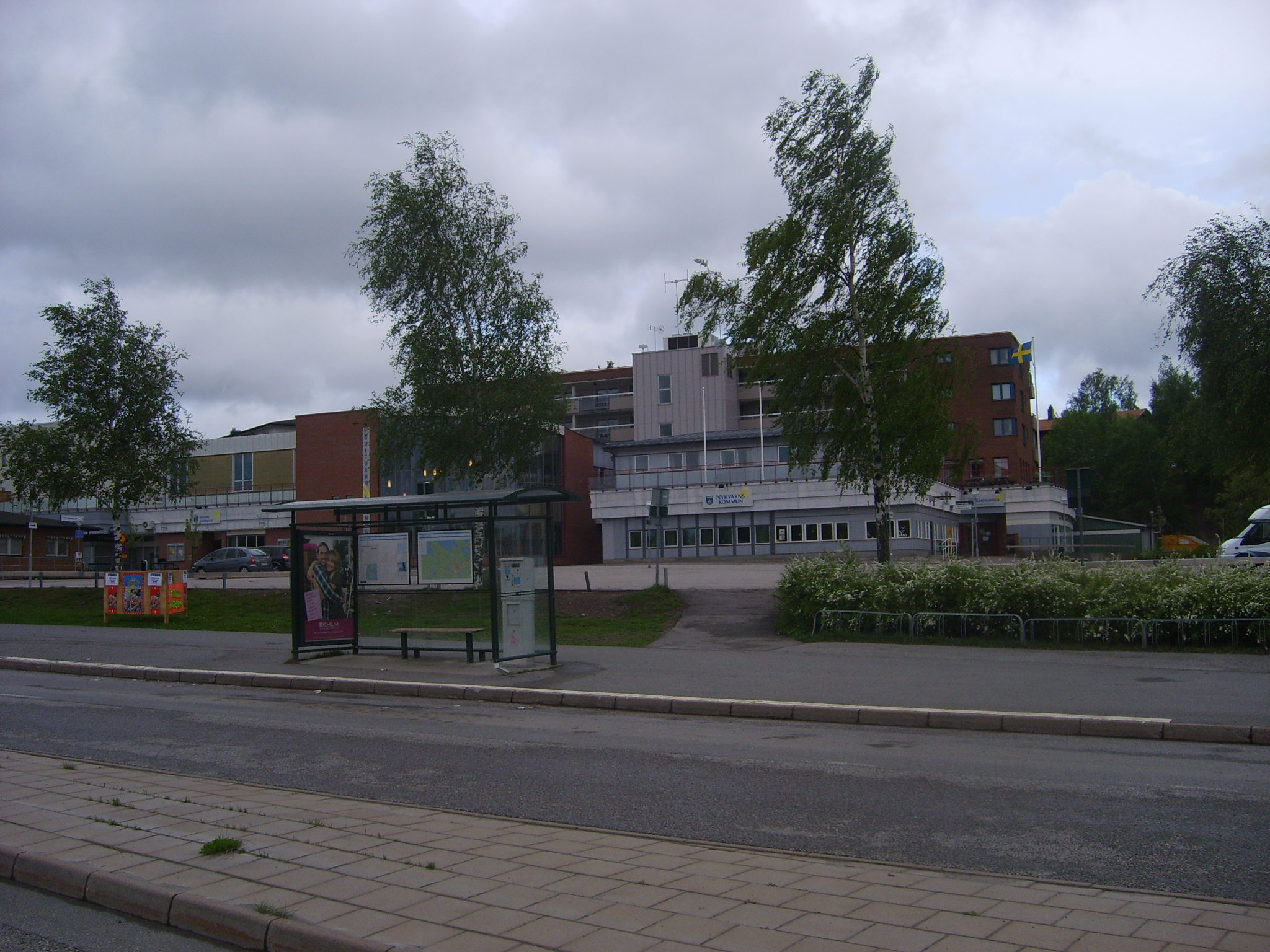
Управа комуни (Нюкварн)
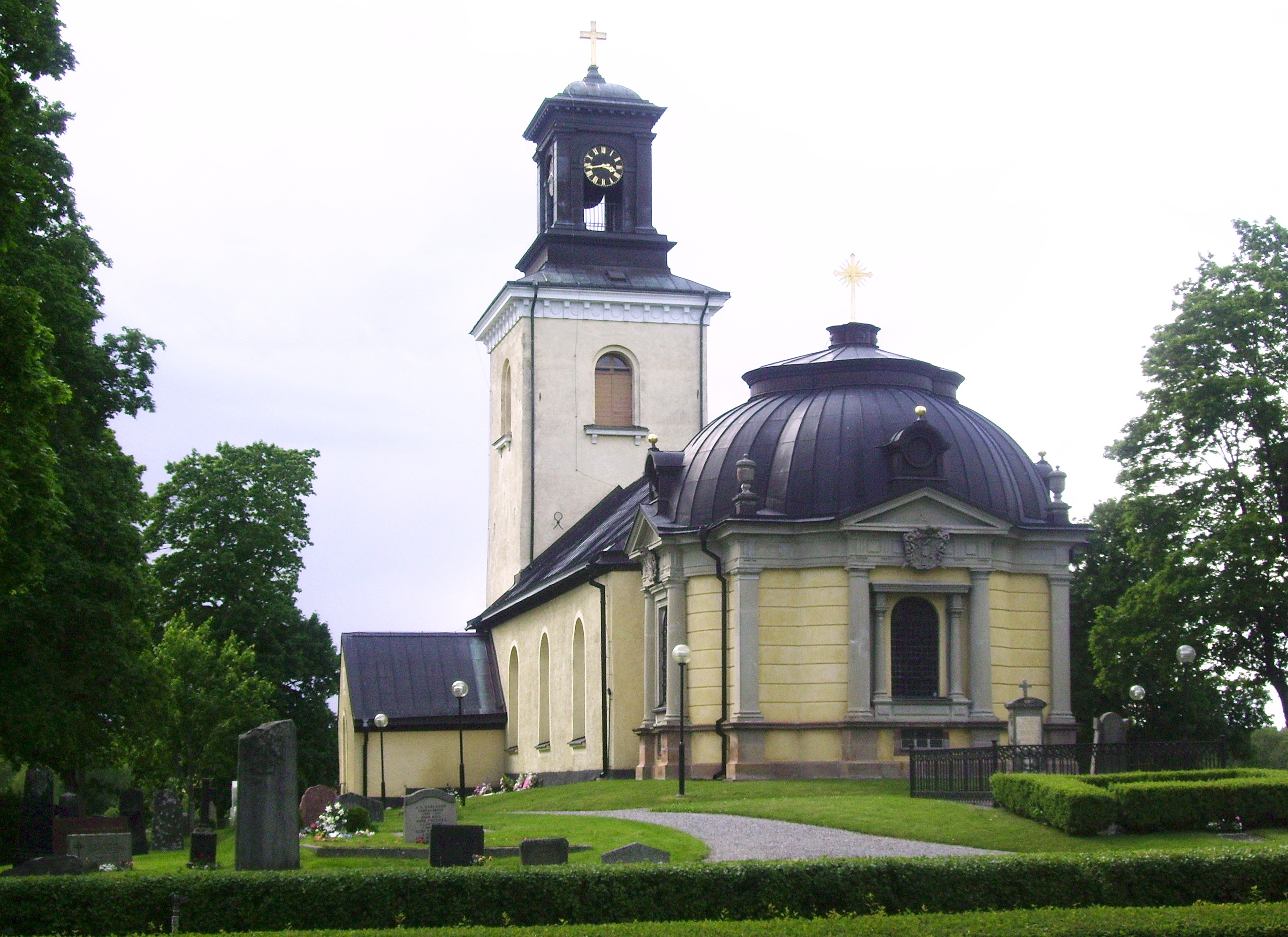
Церква (Турінґе)
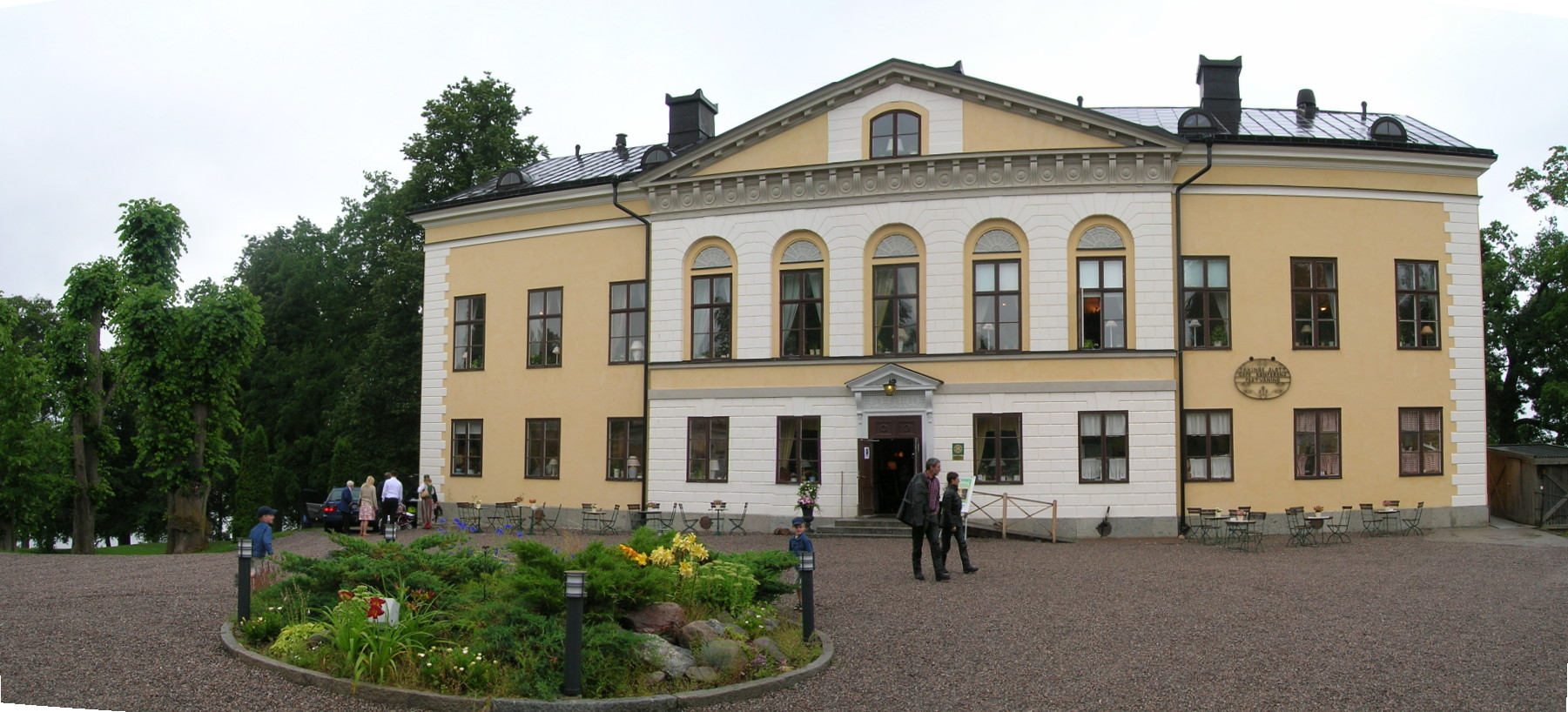
Замок Таксінґе-Несбю

## Виноски
1. ↑  Kommunstyrelsen — комуна Никварн.
2. ↑  Folkmangd i riket, lan och kommuner (шв.) . Центральне бюро статистики Швеції. Архів оригіналу за 20 серпня 2013. Процитовано 27 лютого 2013.